# Lijst van muziekstijlen
Hieronder volgt een alfabetische lijst van op Wikipedia beschreven muziekstijlen.
Muziek wordt onderverdeeld in allerlei stijlen, met op een dieper niveau weer substijlen. Een stijl is vaak kenmerkend een bepaalde historische periode. Zo is klassieke muziekof westerse kunstmuziek veelal verbonden met de renaissance, barok en romantiek, en popmuziek vooral met het laatste helft van de 20e eeuw.

## A
A capella - Acid house - Acid jazz - Acid rock - Afrobeat - Afrobeats - Aggrotech - Alternatieve metal - Alternatieve rock - Ambient - Americana - AOR - Aria - Ars antiqua - Ars nova - Ars subtilior - Artcore - Artrock - Avant-gardejazz - Avant-gardemetal

## B
Bachata - Ballad - Bambuco - Barbershop - Barokmuziek - Barokpop - Batuque (Kaapverdië) - Beatbox - Beatmuziek - Belpop - Bhangra - Big beat - Bigband - Black metal - Bluegrass - Blues - Bluesrock - Boogaloo - Boogiewoogie - Bop (of bebop) - Bossanova - Brass - Breakbeat - Breakcore - Britpop - Bubbling - Blackened deathmetal

## C
Cajun - Canon - Celtic (zie Keltische muziek) - cante alentejano - Celtic punk - Chanson - Charanga - Chicagoblues - Chill-out - Chillstep - Choro - Christelijke muziek - Citypop - Classic rock - Close harmony - Coladeira - Collegerock - Compas - Computerspelmuziek - Cooljazz - Country & Western - Countryblues - Cowpunk - C-pop - Cumbia - Crunkcore - Cyberpunk

## D
Dance - Dancehall - Dark ambient - Darkcore - Darkelectro - Darkfolk - Darkwave - Deathcore - Deathmetal - Deephouse - Deltablues - Dialectmuziek - Dirty house - Disco - Dixieland - Djent - Doommetal - Dodecafonie - Doowop - Downtempo - Dreampop - Drillrap - Drum-'n-bass - Dubstep - Dub (of Dub reggae)

## E
Eastcoasthiphop - Easy listening - Electro - Electronic body music - Electronic dance music (EDM) - Emocore - Ethereal wave, Eurobeat - Eurodance - Experimentele rock

## F
Fado - Fanfare - 
Filmmuziek - Flamenco - Folk - Folkmetal - Folkpunk - Folkrock - Folktronica - Fuga - Funaná - Funk - Funkmetal - Funkrock - Fusion - Futurepop

## G
G-funk - Gabberpop - Gagaku - Gamelan - Garage - Gitaarrock - Glam metal - Glamrock (of glitterrock) - Goa (of goa-trance) - Gospelmuziek - Gothic - Gothic rock - Gregoriaans - Grime - Grindcore - Grunge

## H
Hairmetal - Hands up - Happy hardcore - Hardbop - Hardcore house - Hardcore punk - Hardcore rap - Hardhouse - Hardrock - Hardstyle - Hardtrance - Heavy metal - Hi-NRG - Hindoestaanse muziek - Hiphop - Hiphouse - Honky-tonk - House - Horrorpunk - Hyperpop

## I
Ierse folk - Improvisatie - Indie - Indorock - Industrial - IDM - Industrial metal - Italodisco (of italodance)

## J
J-pop - Janglepop - Jazz - Jazzrock - Jive - Jodelen - Joik - Jump-up - Jungle

## K
Keltische muziek - Kerkmuziek - Kinderliedjes - Klassieke muziek - Kleinkunst - Klezmer - Kompa - Koormuziek - Koralen - K-pop - Krautrock - Kuduro

## L
Levenslied - Lindyhop - Lofi - Lounge-Latin

## M
Maçonnieke muziek - Mariachi - Marsmuziek - Mathrock - Mazurka - Mbalax - Merengue - Medieval - Melodieuze deathmetal - Merseybeat - Metal - Metalcore - Microtonale muziek - Middeleeuwse muziek - Minimal music - Moderne r&b - Moombahton - Mor lam - Mor lam sing - Morna - Muzak

## N
Nangma - Nederbiet (of nederbeat) - Nederpop - Nederhop - Nederlandstalige muziek - Negro Spirituals - Neofolk - Neue Deutsche Härte - Neue Deutsche Welle - Neurofunk - New age - New beat - Neworleansblues - New wave - New wave of British heavy metal - Nintendocore - Nocturne - Noise - No wave - Nu metal

## O
Oi! - Oldskool - Old-time music - Opera - Oriental metal

## P
Paganmetal - Palingsound - P-funk - Plena - Polka - Pop - Popcorn - Posthardcore - Postpunk - Powermetal - Progressive house -  Progressieve metal - Progressieve rock - Protopunk - Psalmen -  Psytrance - Psychedelica - Psychobilly - Punk

## Q
Qawwali

## R
Ragga (of raggamuffin) - Ragtime - Rai - Rap - Rave - Rawstyle - R&b - Rebetika - Reggae - Reggaeton - Renaissancemuziek - Rock - Rock-'n-roll - Rockabilly - Rococo - Romantiek - Rondo - Rumba

## S
Salonmuziek - Salsa - Samba - Schlager - Schranz - Screamo - Sega - Serialisme - Sevdah - Shashmaqam - Shockrock - Shoegaze - Ska - Ska-punk - Skatepunk - Skiffle - Slaapliedje - Smartlap - Son - Soukous - Soul - Soundtrack - Speedcore - Speedmetal - St. Louis-blues - Stonerrock - Streektaal- en dialectmuziek - Streetpunk - Stride - Surf - Swing - Symfonische jazz - Symfonische metal - Symfonische muziek - Symfonische rock - Symphonic black metal - Synthpop

## T
Tango - Techno - Tekno - Terrorcore (of terror) - Texasblues - Tex-mex - Thrashmetal - Trance - Triphop - Trap

## U
Underground - Ultra

## V
Vikingmetal (of vikingrock) - Visual kei - Volksmuziek - Vrije improvisatie - Vrijmetselaarsmuziek

## W
Wals - Wereldmuziek - Westcoastblues - Westcoastjazz - Western swing - White metal - Wiegeliedjes

## X Y Z
Zouk - Zumba - Zydeco